# Jesen brez poletja
Jesen brez poletja (1961) je ljubezenski  roman iz časa druge svetovne vojne pisateljice Nade Gaborovič. Obsega 62.000 besed, napisan pa je v prvi osebi. 
"Tistim, ki se niso vrnili"

## Zgodba
Nasmejana je šestošolka, ki rada obiskuje gledališča ter se udeležuje zborovanj mladih. Tam nekoč spozna dve leti starejšega mladeniča in se na prvi pogled zaljubi vanj. Ker ne pozna njegovega imena, ga imenuje Vedri. Postaneta prijatelja in si obljubita, da se bosta po končani vojni našla in zaživela skupaj. 
Ko vojna doseže Maribor in Ljubljano, je Nasmejana z družino izgnana v Bosno in tam preživi naslednja štiri leta. Edino, kar ji v življenju še kaj pomeni, so pisma Vedrega, ki pa niso ravno pogosta. Od novega prijatelja Bogdana v vasi izve, da je bil njen Vedri hudo ranjen. Nasmejana se z Bogdanom in njegovim prijateljem Doktorjem odpravi na pot domov na pomoč Vedremu, a jih ustavi nemški požig vasi v Bosni. Ker Nasmejana misli, da je umrl tudi Vedri, se ji življenje zdi brezsmiselno. 
Čez dobro leto Doktor Nasmejani izpove svoja čustva. Ker se bliža čas vrnitve v domovino, mu Nasmejana pove, da ga bo sprejela, ko se bosta ponovno videla. Z družino se vrne v domovino in postane študentka. Sreča Vedrega, presenečena spozna, da je poročen in se odpove upanju v skupno življenje.

## Kritika in literarna zgodovina
"Izpovedni tekst, pisan v prvi osebi, lahko nedvomno izžareva poseben žar; saj neposredno kaže najdrobnejše odtenke avtorjevega čustvenega sveta, mimo tega pa se razkrivata v njem avtorjeva moralna zavzetost in zrelost v odnosu do življenja in ljudi. Podatki, ki jih preberemo na ovoju knjige Jesen brez poletja, nam vzbude pričakovanje prav v tej smeri, saj nam energično zagotavljajo, da avtorica s psihološko zanesljivostjo pripoveduje o mladosti dekleta, ki jo je vojna vihra potisnila v težke preizkušnje. Žal nam o tem govore le podatki; v presoji prikazovanega življenja se z avtorico razhajamo, zakaj zdi se nam prikrojeno iz nekih pristranskih
nagibov. Vzroke temu nesoglasju je iskati v pretirani ljubezni, ki jo goji avtorica do glavne junakinje; vse, kar je v zvezi z le-to, ji je nenavadno dragoceno. Stvarnih dokazov, ki bi to nagnjenje opravičevali, ni zaslediti; vzrok zanj je le v preočitnem krvnem sorodstvu. Tak »osebni« odnos kajpak onemogoča, da bi se avtorica dokopala do globljih spoznanj o življenju. [...] Svoji zamisli nasilno prireja življenjsko gradivo in izgublja smisel za logično presojo: ne le, da je junakinja bolestno zapredena v svoje »probleme«, tudi druge osebe kakor da izgubljajo razum sredi pomembnih vojnih nalog in junakinjine pubertetne srčne težave so jim središče vsega. Pisateljici je junakinja vseskozi nositeljica vzglednih lastnosti; že brez posebnih kritičnih preiskav zasledimo pri njej tiste značilne črte, ki nam jih priporoča sleherna moralka za vsakdanjo rabo. Vrhunec našarjene »modrosti« pa predstavljajo njene »meditacije« o politiki in ljubezni; te so
porazno dolgovezne, papirnate in omledne.
Roman (skoraj šest sto strani) je obupno razvlečen. In drugačen tudi biti ne more: pretirano vsiljiv in narcisoiden odnos do življenja je odbijajoč, fabulativne kombinacije, v katere potiska pisateljica svoje marionete, pa so kljub pretenciozni zasnovi dovolj skromne in preproste." (Brezovar 1961: 1030-1031)
"Jesen brez poletja (1961) vsebuje ob znatni slogovni izurjenosti oz. slogovnem intelektualizmu ter ob opazni težnji po objektivistični oddajitvi od izrecne spominskosti nekatere osnovne prvine takšne proze: zgodovinski dokumentarični skelet je viden in je krajevno ter časovno določljiv; avtobiografski odnos je toliko močen, da pogosto načne mero za odbiro in določanje literarne pomembnosti snovi; karakterizacija likov zunaj pripovedujoče  protagonistke (pripoved je v prvi osebi) je šibka in razmerno zelo prema. Osnovna misel o okrutnosti vojne in junaštvu upornikov pa je mimo takšne karakterizacije literarno neprimerno bolj rafinirano izpovedna." (Kmecl 1967: 377)